# ماتلاب
ماتلاب (بالإنجليزية: Matrix-Laboratory)‏ (اختصارًا MATLAB) (مختبر المصفوفات) هو برنامج رائد في التطبيقات الهندسية والرياضية من إنتاج شركة ماثووركس؛ MATLAB يسمح بالتلاعب حسابياً بالمصفوفات، بالرسم البياني للتوابع الرياضية، بتنفيذ الخوارزميات المختلفة، إنشاء واجهات المستخدم الرسومية، والتواصل مع البرامج المكتوبة بلغات أخرى، بما في ذلك C - C++، جافا، وفورتران. يستخدم البرنامج مع العديد من التطبيقات والأدوات المساعدة الأخرى مثل (Simulink)
الإضافات التي تنتجها الشركة تنقسم قسمين إضافات خاصه بماتلاب وإضافات خاصة بسميولينك الإضافات الخاصة بالماتلاب تُسمى صناديق عده (Toolbox) هذه الصناديق تختلف عن بعضها البعض إذا لكل صندوق تخصص علمي تعالجه فهي تحوي بداخلها تعلميات برمجية تؤدي إلى حل المسائل العلمية في التخصص الذي أُنشئت من أجله الأداة مثل أداة معالجة الصور فهي تعالج تخصص تحليل الصور وكتابة خوارزميات لترتيب البكسلات وهكذا.
أما الإضافات الخاصة بسميولينك فهي تُسمى كُتل (block set) تقوم بتطبيق النظريات الفيزيائية أو الرياضية على نموذجك الذي أنشئته لتعطيك محاكاة لوضع نموذجك في حال تم خضوع نموذجك لهذه النظريات الفيزيائيه أو الرياضية في الواقع الحقيقي لنأخذ كتله كامثال يوجد في برنامج سميولينك كتله تحاكي الطائرات والسفن الفضائية وأنظمة الدفع تسمى (Aerospace Blockset) تستفيد الشركات المصنعة للطائرات من هذه الكتلة في إخضاع طائراتهم لعوامل جوية معينة كا الضغط الجوي وتأثيره على هيكل الطائرة بشكل افتراضي ورؤية نتائج أداء طائراتهم على الحاسب بمساعده برنامج المحاكاة سميولينك وهذه الكتلة. يستخدم الأطباء والمهندسون الطبيون أيضا هذا البرنامج في رسم الأحماض النووية التي يكون لها أشكال معقدة ومتداخلة.
يسمح برنامج ماتلاب برسم أشكال ثلاثية الأبعاد بعد كتابة معادلاتها الرياضية قي نافذة معينة. بعد رسم الأشكال يمكن تغيير لون وحجم الجسم المرسوم بواسطة شريط خاص للأدوات. عند رسم أشكال معقدة، يمكن جعل أجزاء معينة نصف شفافة حتى يستطيع المستخدم رؤية الأجزاء الأخرى التي تقع خلفها. يستخدم هذا البرنامج أيضاً في رسم الخطوط البيانية ثنائية الأبعاد وفي حل المعادلات الرياضية الصعبة.

## معلومات عامة عن ماتلاب
نافذة الأوامر هي النافذة التي من خلالها يُدخل المستخدم الطلبات لماتلاب. نافذة تاريخ الأوامر تظهر كافة الأوامر المدخلة منذ فتح البرنامج. نافذة مكان العمل تظهر أسماء المتحولات التي يعمل بها المستخدم. يمكن تحميل صور، نصوص، وملفات صوتية إلى ماتلاب. الصور والبرامج التي ينتجها ماتلاب ينتهي اسمها دوماً (mat. ). بإمكانك رسم خطوط بيانية بواسطة ماتلاب. من خلال ادخال كلمة (clear) يتم مسح كافة الأوامر في نافذة الأوامر.

## الإصدارات
| الإصدار         | اسم الإصدار | الرقم    | JVM               | عام             | تاريخ الإصدار | الملاحظات |
| --------------- | ----------- | -------- | ----------------- | --------------- | --- | --- |
| MATLAB 1.0      |             |          |                   | 1984            | | |
| MATLAB 2        |             |          |                   | 1986            | | |
| MATLAB 3        |             |          |                   | 1987            | | |
| MATLAB 3.5      |             |          |                   | 1990            | | يعمل على MS-DOS ولكن المطلوب على الأقل معالج 386. نسخة 3.5M تتطلب معالج رياضي.                                                    |
| MATLAB 4        |             |          |                   | 1992            | | |
| MATLAB 4.2c     |             |          |                   | 1994            | | يعمل على ويندوز 3.1 . مطلوب معالج رياضي.                                                                                          |
| MATLAB 5.0      | الجزء 8     |          |                   | 1996            | ديسمبر، 1996 | اصدار موحد على كافة نظم التشغيل.                                                                                                  |
| MATLAB 5.1      | الجزء 9     |          |                   | 1997            | يجوز، 1997 | |
| MATLAB 5.1.1    | R9.1        |          |                   |                 | | |
| MATLAB 5.2      | R10         |          |                   | 1998            | مسيرة، 1998 | |
| MATLAB 5.2.1    | R10.1       |          |                   |                 | | |
| MATLAB 5.3      | R11         |          |                   | 1999            | يناير، 1999 | |
| MATLAB 5.3.1    | R11.1       |          |                   | نوفمبر عام 1999 | | |
| MATLAB 6.0      | R12         | 12       | 1.1.8             | 2000            | نوفمبر 2000 | أول إصدار مع حزمة آلة جافا الافتراضية (JVM).                                                                                      |
| MATLAB 6.1      | R12.1       | 1.3.0    | 2001              | يونيو 2001      | | |
| MATLAB 6.5      | R13         | 13       | 1.3.1             | 2002            | يوليو 2002 | |
| MATLAB 6.5.1    | R13SP1      |          | 2003              |                 | | |
| MATLAB 6.5.2    | R13SP2      |          |                   |                 | | |
| MATLAB 7        | R14         | 14       | 1.4.2             | 2004            | يونيو 2004 | |
| MATLAB 7.0.1    | R14SP1      |          | أكتوبر 2004       |                 | | |
| MATLAB 7.0.4    | R14SP2      | 1.5.0    | 2005              | 7 مارس 2005     | دعم لملفات الذاكرة المعنونة. [37] | |
| MATLAB 7.1      | R14SP3      | 1.5.0    | 1 سبتمبر 2005     |                 | | |
| MATLAB 7.2      | R2006a      | 15       | 1.5.0             | 2006            | 1 مارس 2006 | |
| MATLAB 7.3      | R2006b      | 16       | 1.5.0             | 1 سبتمبر 2006   | دعم MAT-ملف | |
| MATLAB 7.4      | R2007a      | 17       | 1.5.0_07          | 2007            | 1 مارس 2007 | bsxfun وظيفة لتطبيق عمليات منطقية على كل عنصر على حدا                                                                             |
| MATLAB 7.5      | R2007b      | 18       | 1.6.0             | 1 سبتمبر 2007   | الاصدار مشترك ل Windows 2000 و باور ماك. دعم خادم ترخيص لويندوز فيستا. [39] الشكل الداخلي الجديد للP-التعليمات البرمجية.               | |
| MATLAB 7.6      | R2008a      | 19       | 1.6.0             | 2008            | 1 مارس 2008 | التحسينات الرئيسية في الاعتراض المنحى قدرات البرمجة مع بناء جملة تعريف الفئة الجديدة، [40]والقدرة على إدارة مساحات مع الحزم. [41] |
| MATLAB 7.7      | R2008b      | 20       | 1.6.0_04          | 9 أكتوبر 2008   | الجديد بنية بيانات الخريطة. [42] ترقيات لعدد المولدات عشوائي. [43]                                                                     | |
| MATLAB 7.8      | R2009a      | 21       | 1.6.0_04          | 2009            | 6 مارس 2009 | أول الافراج عن 32 بت و 64 بت مايكروسوفت ويندوز 7. الواجهة الخارجية الجديدة لمايكروسوفت. الإطار NET. [44]                          |
| MATLAB 7.9      | R2009b      | 22       | 1.6.0_12          | 4 سبتمبر 2009   | الإصدار الأول ل إنتل 64 بت ماك، وتستمر لمدة سولاريس SPARC . استخدام جديد للمشغل تيلدا ( ~ ) لتجاهل الحجج في المكالمات وظيفة. [45] [46] | |
| MATLAB 7.9.1    | R2009bSP1   | 1.6.0_12 | 2010              | 1 أبريل 2010    | علة الحلول. | |
| MATLAB 7.10     | R2010a      | 23       | 1.6.0_12          | 5 مارس 2010     | الإفراج عن مشاركة إنتل 32 بت ماك . | |
| MATLAB 7.11     | R2010b      | 24       | 1.6.0_17          | 3 سبتمبر 2010   | واضاف لدعم التعدادات. [47] | |
| MATLAB 7.11.1   | R2010bSP1   | 1.6.0_17 | 2011              | 17 مارس 2011    | إصلاحات الشوائب والتحديثات. | |
| MATLAB 7.11.2   | R2010bSP2   | 1.6.0_17 | 5 أبريل 2012 [48] | علة الحلول.     | | |
| MATLAB 7.12     | R2011a      | 25       | 1.6.0_17          | 8 أبريل 2011    | جديدة rng ظيفة للسيطرة على الجيل رقم عشوائي. [49] [50] [51]                                                                            | |
| MATLAB 7.13     | R2011b      | 26       | 1.6.0_17          | 1 سبتمبر 2011   | أجزاء الوصول / تغيير المتغيرات مباشرة في MAT-الملفات، دون تحميل إلى الذاكرة. [52]                                                      | |
| MATLAB 7.14     | R2012a      | 27       | 1.6.0_17          | 2012            | 1 مارس 2012 | |
| MATLAB 8        | R2012b      | 28       | 1.6.0_17          | 11 سبتمبر 2012  | الإصدار الأول مع ToolStrip عنصر واجهة. [53] تطبيقات MATLAB. [54] إعادة تصميم نظام التوثيق.                                             | |
| MATLAB 8.1      | R2013a      | 29       | 1.6.0_17          | 2013            | 7 مارس 2013 | جديد اختبار وحدة الإطار. [55] |
| MATLAB 8.2 [56] | R2013b      | 30       | 1.7.0_11          | 6 سبتمبر 2013   | نوع جديد بيانات الجدول. [57] | |

## وصلات خارجية
- الموقع الرسمي